# 기생충 (영화)
《기생충》(寄生蟲, 영어: Parasite)은 2019년 개봉한 대한민국의 블랙 코미디 서스펜스 영화이자 26번째 천만 관객 돌파 영화이다. 봉준호의 일곱 번째 장편 영화로, 한진원과 공동 각본을 썼다.
대한민국에서 천만 명 이상의 관객을 동원하며 흥행하였으며, 제72회 칸 영화제 공식경쟁부문에 초청되어 5월 21일 칸에 위치한 뤼미에르 극장에서 공식 스크리닝이 진행되었으며, 황금종려상 수상작인 2013년 《가장 따뜻한 색, 블루》 이래 만장일치로 수상한 최초의 대한민국 영화가 되었다. 2019년 5월 30일에 CJ 엔터테인먼트 배급으로 대한민국에서 개봉되었다. 이 영화는 비평가들로부터 폭 넓은 찬사를 받았으며, 2019년 최고의 영화 중 다수로 선정되었다. 지금까지 전세계에서 2억 5,755만 달러의 흥행 수익을 벌어들어 가장 높은 수익을 올린 영화이자 대한민국에서 세 번째로 높은 수익을 올리는 영화가 되었다.
수 많은 수상 목록 중에서도 《기생충》은 제77회 골든 글로브상에서 작품상, 감독상, 외국어 영화상 3개 부문에 후보로 선정되었으며, 한국 영화 최초로 외국어영화상을 수상했다. 미국 배우 조합상(SAG)에서 캐스팅 앙상블상을 수상한 최초의 비영어권 영화가 되었다. 제73회 영국 아카데미 영화상에서 작품상, 감독상, 각본상과 외국어 영화상 4개 부문에 후보로 지명되어 각본상과 외국어 영화상을 수상하였다. 영국 아카데미 영화상에서 작품상 후보에 오른 것은 한국 최초이다. 제92회 아카데미상에서 작품상, 감독상과 각본상, 국제영화상, 편집상, 미술상 6개 부문에 후보로 지명되었으며, 국제영화상 부문 후보로 오른 최초의 한국 영화가 되었다. 영화는 비평가들의 큰 호평을 받아 작품상, 국제영화상, 감독상, 각본상의 4개의 상을 수상하는 쾌거를 이뤄내며, 역대 시상식 사상 작품상을 수상한 최초의 비영어 영화가 되었다.

## 줄거리
기택네는 반지하에 사는 전원 백수 가족이다. 옆집 와이파이를 훔쳐 쓰고, 동네 피자집 박스 접기 아르바이트로 근근이 생활한다. 장남 기우는 명문대생 친구 민혁과 만나 재물운을 가져다준다는 비싼 수석을 선물받고 술자리를 함께한다. 민혁은 세계적인 IT기업 CEO인 박 사장의 딸 다혜의 영어 과외선생이었으나 교환 학생으로 유학을 가게 되었고, 기우에게 자신을 대신하여 새 과외 선생으로 소개시켜 주겠다는 제안을 한다. 동생 기정의 도움으로 명문대생으로 위장한 채 박 사장의 집에 입성한 기우는 첫 수업을 무사히 마치고, 박 사장의 아내 연교와 이야기를 나눈다. 그 과정에서 기우는 박 사장네 막내인 다송의 그림 선생이 여러 번 바뀌었다는 사실을 알게 되고, 동생 기정을 다송의 새로운 그림 과외 선생으로 소개한다. 기정은 인터넷에서 읽은 미술 치료에 대한 지식으로, 다송이 초등학교 1학년 때 집에서 본 귀신으로 트라우마를 앓고 있다는 사실을 맞춰 연교의 신뢰를 얻는다.
박 사장의 승용차를 얻어타고 집에 돌아가던 기정은 윤 기사의 호의를 뿌리치다 차에 팬티를 벗어 놓아둔다. 박 사장이 이를 발견하여 윤 기사가 자신의 차에서 엄한 짓을 벌였다고 지레짐작하고는 그를 해고하고 기정은 연교에게 기택을 새 운전 기사로 추천한다. 세 사람은 가사도우미인 문광의 복숭아 알레르기를 이용하여 연교가 문광이 결핵을 앓고 있다고 믿게 만든 후, 내친김에 문광마저 집에서 떠나게 만든다. 기택은 박 사장에게 가짜 중개업체를 소개시켜 주고 연교는 기택의 부인 충숙까지 가사도우미로 고용한다.
다송의 생일을 맞이하여 박 사장 가족이 캠핑을 떠나 집을 비우게 되자, 기택 가족은 거실에서 박 사장의 양주를 마시며 제 집 행세를 한다. 비가 쏟아지는 그때 의문의 초인종 소리가 울리고, 해고됐던 문광이 인터폰을 통해 흉한 얼굴을 비춘다. '급하게 나오느라 놓고 간 것이 있다'며 집에 들어가게 해 달라는 문광의 간절한 부탁에 충숙은 마지못해 문을 열어준다. 문광은 지하실로 향하더니 벽장을 애써 열고 그 뒷편에 있던 비밀 통로로 들어간다. 깊은 계단 아래에는 어떤 지하 공간이 있었고, 놀랍게도 그곳엔 문광의 남편 근세가 숨어 살고 있었다. 이곳은 본래 이 집을 지은 건축가가 만든 일종의 방공호로, 박 사장이 이사오기 전부터 가사도우미로 일하던 문광이 몰래 남편을 데려와 지내도록 했던 것이다. 다송이 보았다던 귀신 역시 한밤중에 먹을 걸 훔치려 몰래 올라온 근세를 목격한 것임이 밝혀진다.
문광은 충숙에게 보답은 얼마든지 할 테니 남편을 잘 챙겨달라고 애원하지만 충숙은 되려 신고하려 한다. 그러나 몰래 지켜보던 기택, 기우, 기정의 실수로 네 사람이 사실은 한 가족이었다는 사실이 드러나 처지가 역전된다. 기택 가족과 문광 부부의 대치 끝에 근세는 지하실 파이프에 결박되고, 문광은 지하실로 내려가는 계단에서 떨어져 뇌진탕을 일으킨다. 방공호에 갇힌 채 죽어가는 아내를 두고 오열하던 근세는 조명 스위치에 머리를 박아대며 모스 부호로 구조 신호를 보내지만 아무도 알아채지 못한다. 박 사장 가족은 큰 비로 캠핑을 취소하고 집으로 되돌아온다. 충숙은 아무 일 없던 듯 태연히 대응하는 한편, 나머지 기택 가족은 용케 숨어들어 들키지 않은 채 몰래 집에서 빠져나온다. 하지만 완벽해 보이던 전개에 예상치 못한 상황이 닥치자 세 사람은 앞으로 어떻게 될지 몰라 몹시 혼란스러워하고, 설상가상으로 폭우로 인한 물난리에 기택네 반지하 집이 침수되어 수재민이 되어버리고 만다.
다음날 다송이의 생일 파티가 열리고, 기택 가족은 연장근무라는 미명 하에 파티에 끌려와 피로한 기색으로 다시 모이게 된다. 침수된 집에서 수석을 가방에 가져왔던 기우는 수석을 꺼내 들고 방공호로 내려간다. 그러던 중 기우는 자신이 들고 있던 수석을 실수로 떨어뜨린다. 이후 문광의 상태를 살펴보는데, 갑자기 피투성이 얼굴의 근세가 나타나 기우의 목을 로프로 조르고, 도망가는 기우를 뒤쫓아가 수석을 빼앗고는 그대로 머리를 내리쳐서 기절시키고 거듭 수석으로 내리친다. 밖으로 나온 근세는 부엌에서 칼을 챙겨 생일파티 현장으로 나왔다가 기정을 알아보고는 그대로 달려나가 가슴을 찌른다. 순식간에 생일 파티는 아수라장이 되고, 근세는 충숙까지 죽이려 대치한다. 축 늘어진 채 업혀나가는 기우와 피를 흘리며 죽어가는 기정을 본 기택은 공황 상태에 빠졌다가 박 사장의 지시에 자동차 키를 던져주나, 쇠꼬챙이를 맞고 쓰러진 근세의 몸에 깔린다. 근세는 "박 사장님 리스펙"이란 유언과 함께 사망하지만, 정작 그가 누군지도 모르는 박 사장은 시신 밑에 깔린 차 키만 챙겨가려 한다. 박 사장이 근세의 몸냄새에 역겹다는 표정을 짓자, 그걸 본 기택은 칼을 들어 박 사장을 찌른다. 그리고는 아비규환의 현장을 떠나 어디론가 사라진다.
한달 후, 병원에서 깨어난 기우는 사건의 후유증으로 무슨 일이든지 실실 웃기만 한다. 기우와 충숙은 그간의 사기행각과 살해 혐의로 재판을 받지만 집행유예를 받고 풀려나고, 피자집 아르바이트로 생계를 이어간다. 기정은 결국 사망하여 납골당에 안장했고, 기택은 저택 탈출 후 그대로 '증발'하여 행방불명 상태로 남아 있었다. 시간이 흐르고 형사의 미행도 뜸해진 겨울이 되자 기우는 옛 박 사장네 저택이 잘 보이는 산을 찾아가 저택을 관찰한다. 독일인 가족이 이사와 살고 있는 그 집에서 우연히 깜빡이는 조명을 목격하고 그것이 곧 모스 부호임을 알아차린다. 내용을 해독해보니 다름 아닌 기택이 자신에게 보내는 장문의 메시지였다. 기택은 사건 직후 갈곳이 없어 방공호에 숨어들었고, 집이 팔릴 때까지 겨우 연명하다 독일인 가족이 들어오고선 새벽에 몰래 음식을 훔쳐오며, 마치 근세가 했던 것과 같은 방식으로 살고 있었다. 아버지의 편지에 기우는 바로 답변을 적는다. 돈을 아주 많이 벌겠다는 계획이 실현되어 그 집을 매입하고 기택을 구출하기에 이르는 듯 싶다가, 여전히 반지하 집에 머물며 무기력해 있는 기우의 모습과 함께 "그때까지 건강히 지내시라"는 인사를 전하며 영화가 끝난다.

## 등장 인물

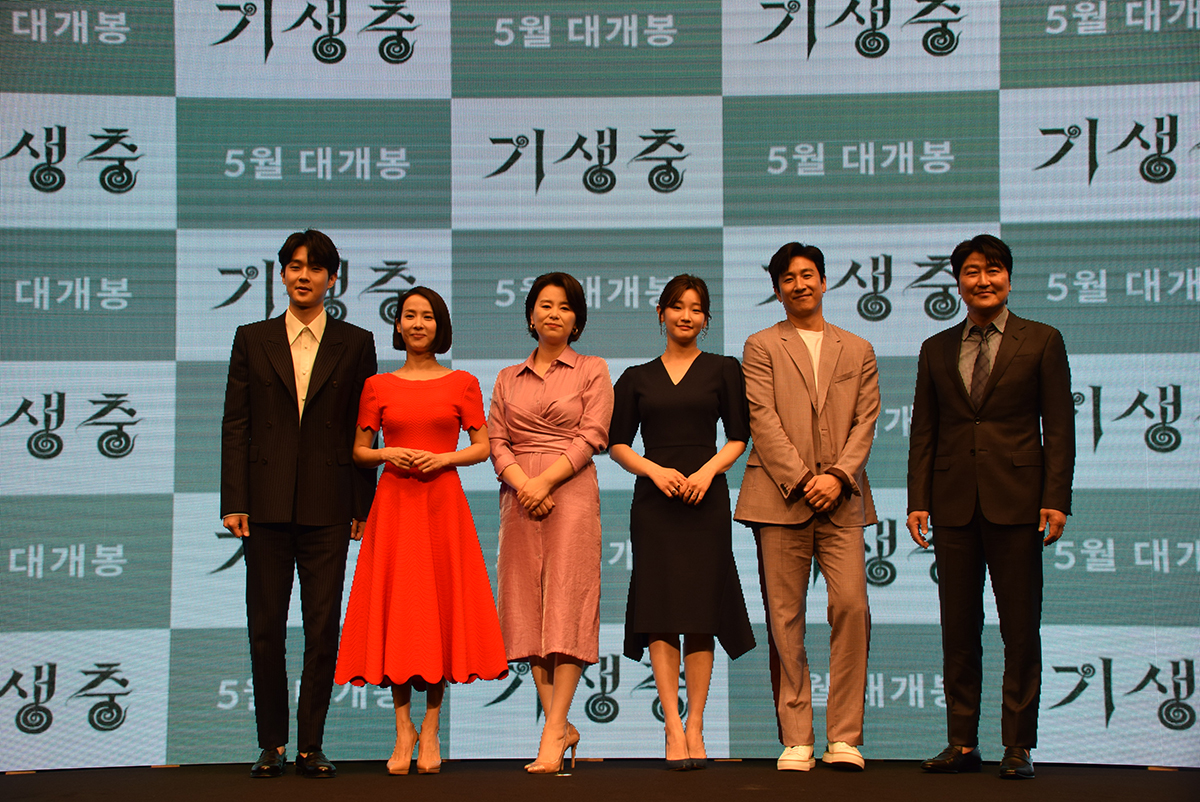
2019년 4월 22일, 영화 기생충 제작보고회. 왼쪽부터 최우식, 조여정, 장혜진, 박소담, 이선균, 송강호.

### 기택네
- 송강호: 김기택 역 - 전원 백수 가족의 가장, 생활고 속에서도 가족애가 돈독하다.

- 장혜진: 충숙 역 - 기택의 아내, 과거 해머 던지기 선수였으며 힘이 세다.

- 최우식: 김기우 역 - 기택네 아들. 백수로 지내다 다혜의 영어 과외선생이 된다.

- 박소담: 김기정 역 - 기택네 딸. 다송의 미술 과외 선생님.

### 박 사장네
- 이선균: 박동익 사장 역 - 글로벌 IT 기업의 젊은 CEO. 근사한 언덕 위의 집에 사는 부유층 가족의 가장.

- 조여정 : 연교 역 - 박 사장의 아내. 사춘기 딸과 어린 아들의 교육에 전적으로 매달리는 심플한 성격이다.

- 정지소: 박다혜 역 - 사춘기 고2 딸. 김기우에게 영어 과외를 받게 된다.

- 정현준: 박다송 역 - 인디언 놀이에 푹 빠져 있는 엉뚱하고 산만한 10살 아들. 초등학교 2학년 때 집에서 귀신을 본 트라우마가 있다.

### 그 외
- 이정은: 국문광 역 - 박 사장네 집 집사 겸 가사 도우미. 박 사장 가족이 입주하기 전부터 가정부로 일하여 집에 대해서 박사장 가족보다 잘 알고 있다. 복숭아 알러지가 있다.

- 박명훈: 오근세 역 - 문광의 남편.

- 박근록: 윤 기사 역

- 박서준: 민혁 역 (특별 출연)[14] - 김기우에게 영어 과외 자리를 주선해준다.

## 제작진
- 감독: 봉준호
- 시나리오: 봉준호, 한진원
- 제작자: 곽신애, 문양권, 봉준호
- 프로듀서: 장영환
- 촬영감독: 홍경표
- 미술감독: 이하준
- 의상: 최세연
- 분장/헤어: 김서영
- 음악: 정재일
- 편집: 양진모
- 시각효과: 홍정호
- 디지털색보정: 강상우
- 사운드: 최태영
- 동시녹음: 은희수
- 조명: 김창호
- 1차 예고편 나래이션: 박정자[15]
- 제공/배급: CJ엔터테인먼트
- 제작: ㈜바른손이앤에이

## 제작

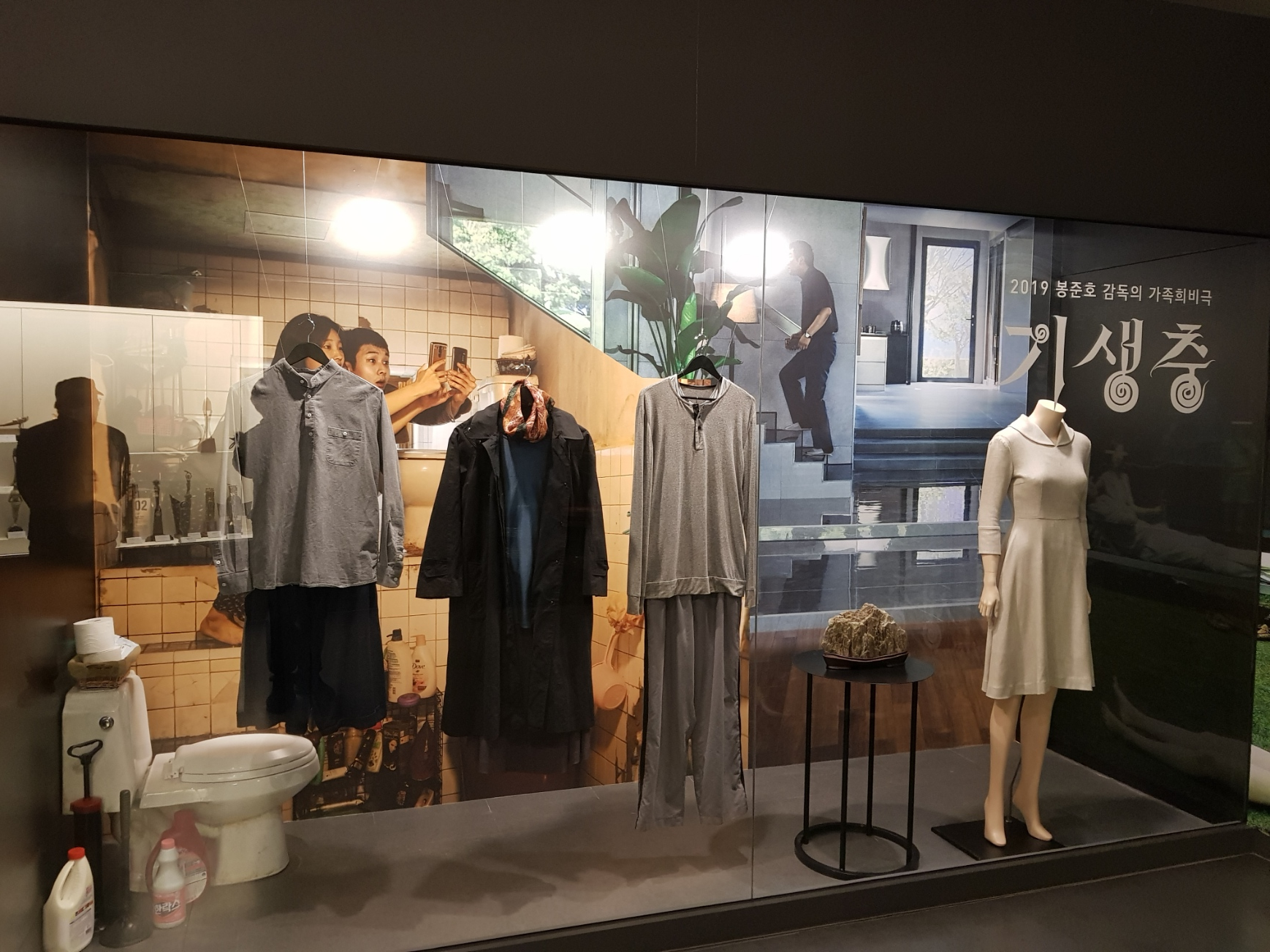
한국영화박물관에 전시된 기생충 촬영 당시의 소품들

### 개발 단계
《기생충》의 아이디어는 2013년에 시작되었다. 《설국열차》를 작업을 하는 동안 봉준호는 가족을 소재로 부자와 가난한 자의 이야기를 떠올렸다. 그는 20대 초반 서울에서 부유한 가정의 아들의 가정교사였으며 자신의 경험을 무대 제작으로 바꾸는 것을 고려했다. 2015년 4월 그는 제작사 바른손이앤에이의 곽신애 대표에게 영화에 관한 아이디어를 언급했고, 당시 봉준호는 '데칼코마니'라는 제목을 단 A4 15페이지 분량의 트리트먼트를 건넸다. 《옥자》를 완성한 후 봉준호는 머릿속에만 감춰두었던 아이템을 2017년 9월 중순부터 시나리오로 써나가기 시작했다. 그 한 달 전 이야기 구조를 완성했고, 그는 석 달여 작업 끝에 그해 말 곽신애 대표에게 전달했다. 한진원은 공동 각본으로 합류했다. 봉준호는 '기생충'을 수직구조로 계층갈등을 그린 것에 대해 "'기생충' 대부분 사건은 집안에서 이뤄져 있고 이 집은 수직으로 만들어졌다. 각각의 공간은 계단으로 이어져 있다. 우리끼리 계단 시네마, 계단 영화라 불렀다. 각자 가장 좋아하는 계단 장면 꼽기 놀이도 했다"라고 밝혔다. 또한 김기영으로부터 가장 큰 영감을 받았다고 밝히기도 하였는데, "김기영 감독님의 '하녀'라든가 '충녀'에서 계단 이미지를 가져왔다. 김기영 감독님의 계단의 기운을 받으려고 했다"라고 언급했다.

### 촬영

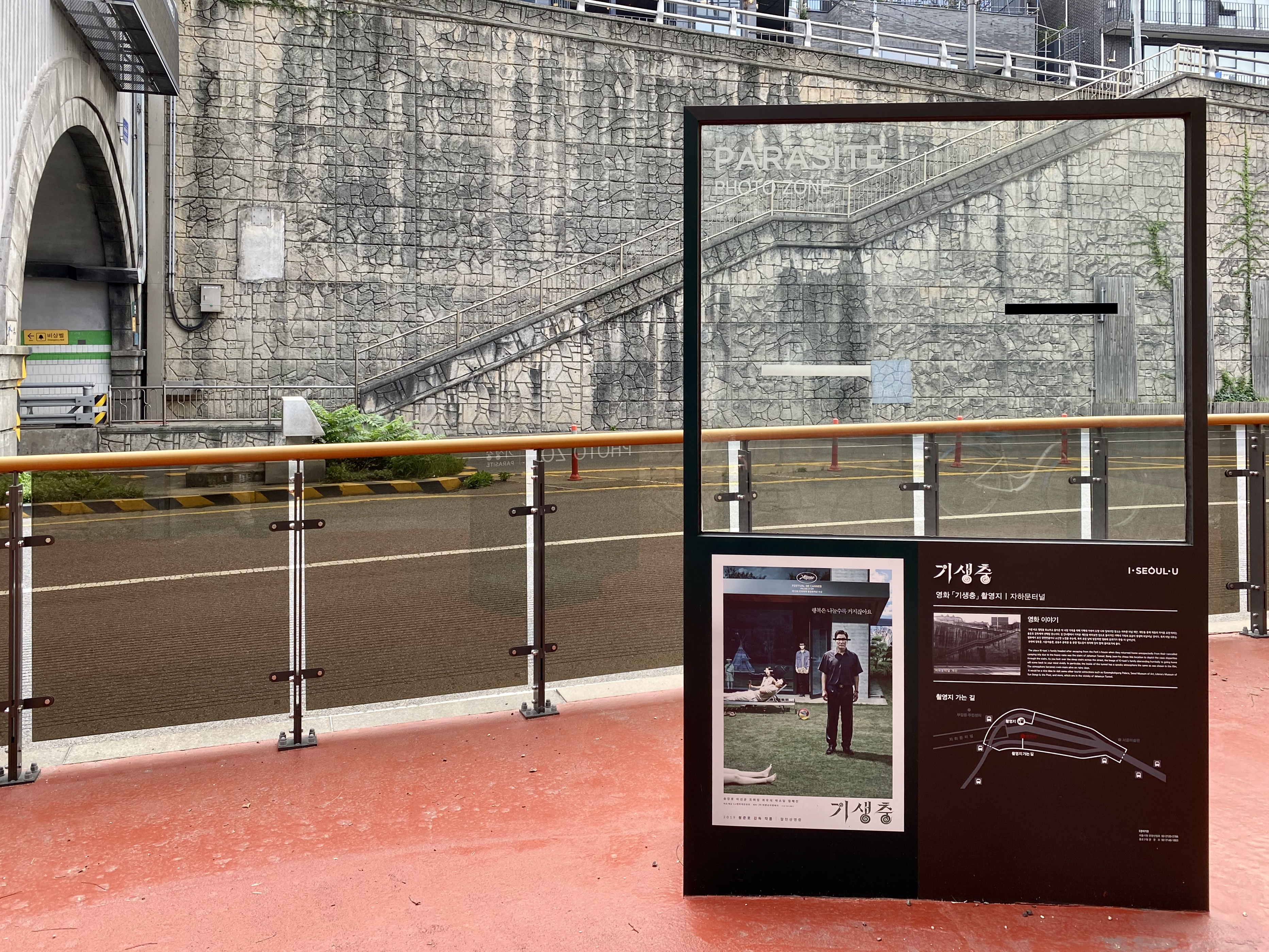
서울 종로구의 자하문터널 기생충 촬영지

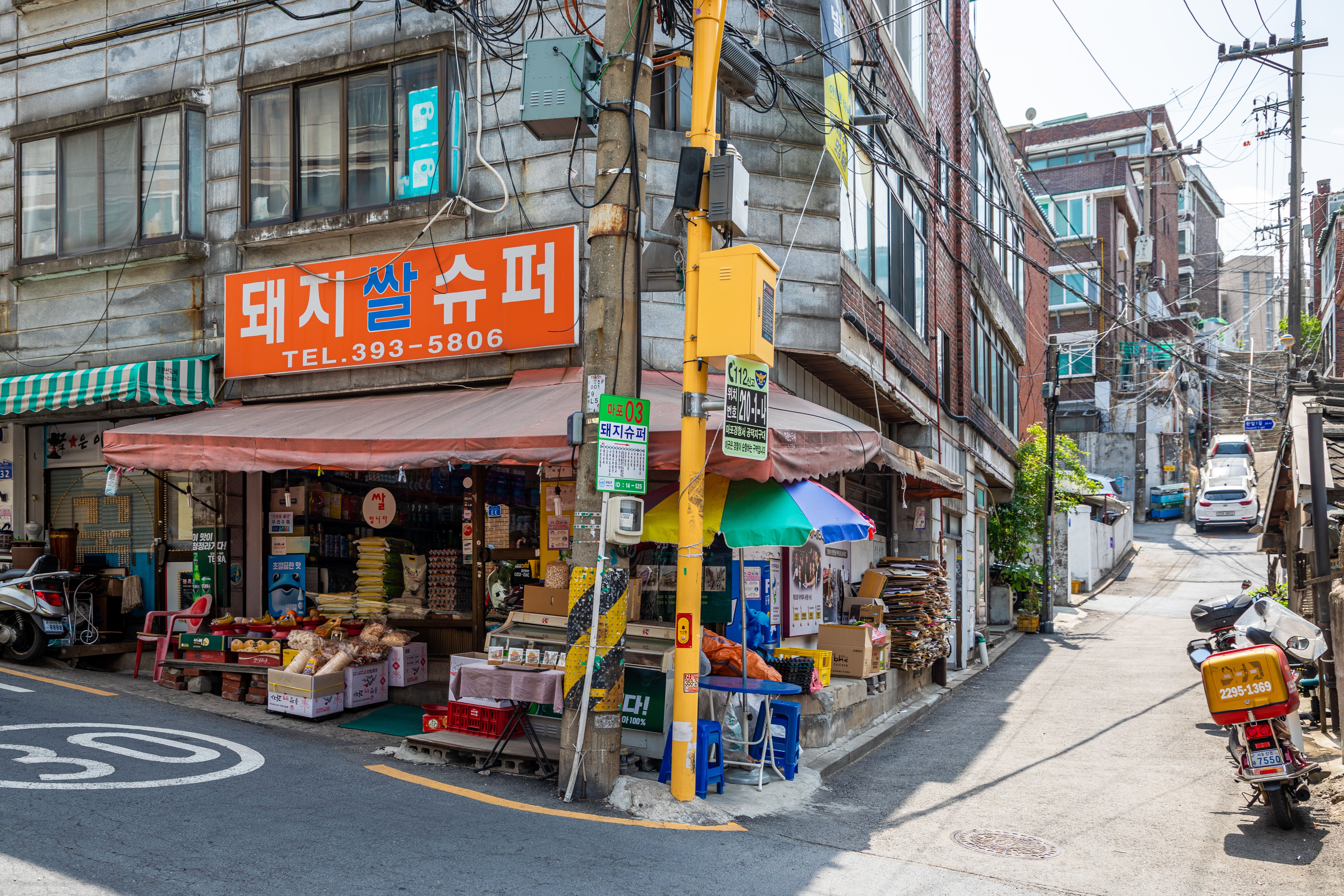
영화 촬영지로 사용되었던 서울의 한 슈퍼. 영화에서는 우리슈퍼로 나온다.

본 촬영은 2018년 5월 18일부터 시작되었고, 77회차로 2018년 9월 19일 촬영을 마쳤다. 서울과 전주에서 촬영이 진행되었다. 미술감독 이하준은 자신이 대학생 때 살았던 반지하를 떠올리면서 구상했고 실제 반지하 크기로 제작돼 작은 소품과 벽의 묵은 때, 반지하의 냄새까지도 담아냈다. 주 배경지가 되는 대저택은 국내외 유명 건축가들의 작품을 참고해 전주와 안성에 지어졌다. 특히 사회 양극화를 시각화한 저택과 반지하 세트에 대한 극찬이 쏟아졌는데, 칸 영화제 경쟁부문 심사위원장인 알레한드로 곤살레스 이냐리투는 폐막 만찬에서 봉준호에게 “로케이션이 너무 좋다”고 말했다가 세트임을 알고는 대단히 놀랐다고 한다.
봉준호는 《살인의 추억 》, 《괴물》, 《설국열차》에서 함께 작업한 배우 송강호 향한 신뢰에서 출발을 해, 그를 필두로 2018년 1월 배우 캐스팅에 돌입했다. 최우식, 이선균, 조여정, 박소담, 이정은과 박명훈, 장혜진 등이 합류했다.
촬영감독은 《마더》, 《설국열차》에서 봉준호와 작업했던 홍경표가 합류했다. 실제 조명 측면에서 DP(홍경표)는 색상에 대한 구체적인 요청을 받았다. 그는 정교한 간접 조명과 백열 전구의 따뜻함을 원했다. 그와 저는 세트를 만들기 전에 매번 태양의 움직임을 확인하기 위해 여러 번 방문했다. 우리는 세트의 위치를 함께 결정했다. 편집감독인 양진모에 따르면 봉준호는 전통적 커버리지 없이 영화를 촬영하기로 했다. 제한된 샷으로 더 많은 편집 옵션을 제공하기 위해 때로는 같은 샷의 다른 테이크를 함께 스티치했다.

### 음악
이 영화의 음악은 대한민국의 작곡가 정재일이 작곡하였으며 정재일은 봉준호의 2017년 영화 옥자의 곡을 작곡하기도 하였다.
곡 목록
1. 시작 ─ 2:07
2. 첫번째 알선 ─ 1:04
3. 부잣집 가는 길 ─ 0:55
4. 두번째 알선─ 1:10
5. 매실청 ─ 0:55
6. 윤기사와 박사장 ─ 1:51
7. 세번째 알선 ─ 1:17
8. 믿음의 벨트 ─ 7:13
9. 떠나는 문광 ─ 0:56
10. 야영 ─ 3:05
11. 지옥의 문 ─ 1:15
12. 부부의 사연 ─ 1:35
13. 짜파구리 ─ 1:47
14. 유령 ─ 2:00
15. 첫번째 동분서주 ─ 1:09
16. 두번째 동분서주 ─ 1:53
17. 기택의 전두엽 ─ 2:42
18. 물바다 ─ 4:41
19. 또 물바다 ─ 1:36
20. 일요일 아침 ─ 4:03
21. 피와 칼 ─ 3:02
22. 야산 ─ 1:15
23. 이사 ─ 1:44
24. 끝 ─ 0:53
25. 소주 한 잔 ─ 3:20

## 주제와 해석
기생충의 주된 주제는 계급투쟁, 사회적 불평등, 경제적 불평등이다. 영화 평론가들과 봉준호 감독 자신은 이 영화를 후기자본주의의 반영으로 간주하고 있다.

## 개봉
이 영화는 제72회 칸 영화제 공식경쟁부문에 초청되어 5월 21일 칸에 위치한 뤼미에르 극장에서 공식 스크리닝이 진행되었다. 대한민국에서는 2019년 4월 8일 제작사는 5월 말 개봉을 확정 짓고, 1차 포스터와 예고편을 최초 공개했다. 2019년 5월 30일 CJ 엔터테인먼트 배급으로 개봉되었다.
네온은 2018 아메리칸 필름 마켓(AFM) 2018에서 영화에 대한 북미권 배급권을 취득했다. 이 영화의 권리는 독일어권(Koch Films), 프랑스어 권역(The Jokers Films)과 일본(Bitters End)에도 사전 판매되었다. 이 영화는 2019년 6월 27일에 Madman Films 배급으로 호주와 뉴질랜드에서 개봉되었고, 이 지역에서 가장 높은 수익을 올린 한국 영화가 되었다. 2019년 7월 4일 러시아, 2019년 10월 11일 미국과 캐나다에서 개봉되었다.
이 영화는 해외 판권 독점 계약을 위한 사전 심의 기간을 염두에 두고, 아시아와 태평양, 유럽, 아메리카 등 전 세계 60여개 국에서 판권 계약을 체결하여, 당초 2019년 7월 28일 중국의 시닝 국제 영화제에서 폐막작으로 상영될 예정이었지만 7월 27일 영화제 주최측은 기술적인 문제로 상영이 당분간 보류되었다고 발표했다. 이후 중국에서는 《기생충》(寄生蟲), 대만에서는 《기생상류》(寄生上流), 홍콩에서는 《상류기생족》(上流寄生族)으로 소개되었다. 홍콩에서는 6월 20일, 대만에서는 6월 28일 개봉되었다.
칸 영화제에서 영국의 영화사 커존 아티피셜 아이는 영화의 판권을 구매하고 영국과 아일랜드에 라이선스를 받아 현지 배급 계약을 맺었으며, 2020년 2월 3일에 위성으로 실시간으로 공유한 봉준호와의 인터뷰와 함께 2월 7일에 영화의 일반 발매와 함께 미리보기 상영을 했다.

## 반응

### 박스오피스
2020년 상반기 기준으로, 미국과 캐나다에서 총 5,195만 달러, 기타 국가에서 1억 9,271만 달러 (한국의 3,700만 달러 포함)로 전 세계 총 2억 5,755만 달러를 기록했다.
영화의 미국 개봉 첫 주말에는 3개의 극장에서 376,264 달러를 벌었다. 2016년 영화 《라라랜드》 이후로 장당 평균 125,421 달러의 가격이 가장 높았으며 외국어 영화에서 가장 뛰어난 성적이었다. 두 번째 주말에는 33개 극장으로 확장하여 120만 달러를 벌어들였고, 세 번째 주말에는 129개 극장에서 180 만 달러를 벌었다. 영화는 네 번째 주말에는 250만 달러, 다섯 번째는 260만 달러를 벌었다. 영화의 극장 수는 620만 달러로 여섯 번째 주말에 정점에 도달하여 190만 달러를 기록했다. 다음 주말에도 계속 유지되어 130만 달러와 100만 달러를 벌었다.
개봉 10주차에 이 영화는 306개 극장에서 632,500 달러를 벌어 2,000만 달러(외국어 영화에서는 드문 성적을 거두었다)를 넘었다. 이 영화는 한국에서 개막 주말에 20.7만 달러를 벌었다.

### 비평적 반응
로튼 토마토에서 356개의 리뷰에 기초하여 영화의 승인 등급은 99%이며, 평균 등급은 9.37 / 10이다. 이 웹 사이트의 비평가들은 "시급한 사회적 주제에 대한 시급하고 훌륭하게 계층화 된 모습을 보여주고 있다.", "기생충의 작가인 봉준호는 그의 기술을 거의 총체적으로 지휘했다."고 평했다. 48개의 비평가의 리뷰를 바탕으로 한 100개 중 96개가 전반적인 찬사를 나타내고 있다.
메타크리틱에서 이 영화는 48명의 비평가들의 리뷰를 바탕으로 100점 만점에 96점의 가중 평균 점수를 기록하며, 전반적인 찬사를 나타내고 있다.

### Top 10 목록
'기생충'은 다음과 같은 많은 비평가의 2019년 연말 Top 10 목록에 선정되었다.
- 1위 –  Alissa Wilkinson,[a] Vox[57]
- 1위 –  Angie Han, Mashable[58]
- 1위 –  Barry Hertz, The Globe and Mail[59]
- 1위 –  Ben Travers, 인디와이어[60]
- 1위 –  Candice Frederick, 하퍼스 바자[61]
- 1위 –  Cary Darling, Houston Chronicle[62]
- 1위 –  Christy Lemire, RogerEbert.com[63]
- 1위 –  Dan Jackson, Thrillist[64]
- 1위 –  David Crow, Den of Geek[65]
- 1위 –  Don Kaye, Den of Geek[65]
- 1위 –  필름 코멘트[66]
- 1위 –  Film School Rejects[67]
- 1위 –  Flood Magazine[68]
- 1위 –  Godfrey Cheshire III, RogerEbert.com[63]
- 1위 –  Guy Lodge, 가디언[69]
- 1위 –  Hyperallergic[70]
- 1위 –  IGN[71]
- 1위 –  인디와이어 (300+ Critics Survey)[72]
- 1위 –  Jessica Kiang and The Playlist Staff, The Playlist[73]
- 1위 –  Justin Chang,[b] 로스앤젤레스 타임스[74]
- 1위 –  Karen Han, Polygon[75]
- 1위 –  Katie Rife, The A.V. Club[76]
- 1위 –  Keith Watson, Slant Magazine[77]
- 1위 –  Laura Di Girolamo, Exclaim![78]
- 1위 –  Leah Greenblatt, 엔터테인먼트 위클리[79]
- 1위 –  Matt Goldberg, Collider[80]
- 1위 –  Matt Neglia, Next Best Picture[81]
- 1위 –  Matthew Jacobs, Huffington Post[82]
- 1위 –  Michael Phillips, Chicago Tribune[83]
- 1위 –  Monica Castillo, RogerEbert.com[63]
- 1st –  Nick Allen, RogerEbert.com[63]
- 1위 –  Noel Murray, The A.V. Club[76]
- 1위 –  온라인 영화 비평가 협회[84]
- 1위 –  Richard Lawson, 배너티 페어[85]
- 1위 –  로튼 토마토[86]
- 1위 –  Sara Stewart, New York Post[87]
- 1위 –  Sarah Ward, Screen Daily[88]
- 1위 –  Sean P. Means, Salt Lake Tribune[89]
- 1위 –  조성용, RogerEbert.com[63]
- 1위 –  Sydney Morning Herald[90]
- 1위 –  Tasha Robinson, Polygon[75]
- 1위 –  Tom Reimann, Collider[91]
- 1위 –  Valerie Ettenhofer, Film School Rejects[92]
- 1위 –  Vinnie Mancuso, Collider[93]
- 1위 –  WatchMojo[94]
- 2위 –  Alex Biese, Asbury Park Press[95]
- 2위 –  Anne Thompson, 인디와이어[60]
- 2위 –  Bob Strauss, Los Angeles Daily News]

- 2위 –  David Ehrlich, 인디와이어[97]
- 2위 –  David Rooney 더 할리우드 리포터[98]
- 2위 –  Jonathan Sim, Vocal[99]
- 2위 –  Kate Erbland, 인디와이어[60]
- 2위 –  Mark Hughes, 포브스[100]
- 2위 –  Matt Zoller Seitz, RogerEbert.com[63]
- 2위 –  Sean Fennessey and Adam Nayman, The Ringer[101]
- 2위 –  Sight & Sound[102]
- 3위 –  A. O. Scott, 뉴욕 타임스[103]
- 3위 –  Alison Willmore, New York magazine[104]
- 3위 –  Amy Taubin, Artforum[105]
- 3위 –  Bilge Ebiri, 뉴욕 매거진[104]
- 3위 –  Complex[106]
- 3위 –  Consequence of Sound[107]
- 3위 –  David Sims, The Atlantic[108]
- 3위 –  굿 모닝 아메리카[109]
- 3위 –  Lawrence Toppman, The Charlotte Observer[110]
- 3위 –  Manohla Dargis, 뉴욕 타임스[103]
- 3rd –  Mark Dujsik, RogerEbert.com[63]
- 3위 –  Matt Singer, ScreenCrush[111]
- 3위 –  Max Weiss, Baltimore[112]
- 3위 –  Natalie Zutter, 1Den of Geek[65]
- 3위 –  Peter Sobczynski, RogerEbert.com[63]
- 3위 –  피터 트래버스, 롤링 스톤[113]
- 3위 –  Samuel R. Murian, Parade[114]
- 3위 –  Ty Burr, 보스턴 글로브[115]
- 3위 –  Yahoo! Entertainment[116]
- 4위 –  Adam Chitwood, Collider[117]
- 4위 –  Allison Shoemaker, RogerEbert.com[63]
- 4위 –  Alonso Duralde, The Wrap[118]
- 4위 –  Brian Tallerico, RogerEbert.com[63]
- 4욱 –  Jake Coyle, Associated Press[119]
- 4위 –  Johnny Oleksinski, 뉴욕 포스트[87]
- 4th –  Kristy Puchko, RogerEbert.com[63]
- 4위 –  Mara Reinstein, Us 위클리[120]
- 4욱 –  Matt Patches, Polygon[75]
- 4위 –  Michal Oleszczyk, RogerEbert.com[63]
- 4위 –  Odie Henderson, RogerEbert.com[63]
- 4위 –  Sheila O'Malley, RogerEbert.com[63]
- 4위 –  Sheri Linden, 더 할리우드 리포터[98]
- 4위 –  Tom Brook, Talking Movies[121]
- 5위 –  David Edelstein, Vulture[104]
- 5위 –  Derek Smith, Slant Magazine[77]
- 5th –  Justin Kroll, 버라이어티[122]
- 6위 –  Scott Feinberg, 더 할리우드 리포터[123]
- 5위 –  Tomris Laffly, RogerEbert.com[63]
- 6위 –  Caroline Siede, The A.V. Club[76]
- 6위 –  Collin Souter, RogerEbert.com[63]
- 6위 –  Eli Glasner, CBC[124]
- 6위 –  Eric Kohn, 인디와이어[125]
- 6위 –  Jon Frosch. 더 할리우드 리포터[98]
- 6위 –  Joshua Rothkopf, Time Out New York[126]
- 6위 –  Stephanie Zacharek, 타임[127]
- 6위 –  Kyle Smith, National Review[128]
- 7위 –  Marlow Stern, The Daily Beast[129]
- 8위 –  Lindsey Bahr, Associated Press[119]
- 9위 –  Brian Truitt, USA Today[130]
- 9위 –  Eugene Hernandez, Film at Lincoln Center[131]
- 9위 –  Max O'Connell, RogerEbert.com[63]
- 9위 –  Peter Rainer, The Christian Science Monitor[132]
- 9위 –  Richard Roeper, Chicago Sun-Times[133]
- 10위 –  Ben Kenigsberg, RogerEbert.com[63]
- 10위 –  Tom Gliatto, 피플[134]

'Top 10 (not ranked)'
- Amy Kaufman, Los Angeles Times[135]
- Cameron Bailey, Toronto International Film Festival[131]
- James Verniere, Boston Herald[136]
- Joe Morgenstern, 월 스트리트 저널[137]
- Dana Stevens, Slate[138]
- Sheila Nevins, MTV Documentary Films[131]
- Stephen Rebello, Playboy[139]

'기생충'은 많은 비평가의 최고의 10대 목록에 선정되었다.
- 1위 –  Den of Geek[140]
- 1위 –  Karen Han, Polygon[141]
- 2위 –  Kevin O'Connor, The Ringer[142]
- 3위 –  Amanda Dobbins, The Ringer[143]
- 3위 –  Film School Rejects[144]
- 4위 –  Norman Wilner, Now Magazine4[145]
- 4위 –  Sean P. Means, Salt Lake Tribune[146]
- 5위 –  /Film[147]
- 5위 –  Richard Lawson, 버라이어티[148]
- 7위 –  Gregory Ellwood, The Playlist[149]
- 8위 –  로스앤젤레스 영화 비평가 협회[150]
- 10위 –  Chris Plante, Polygon[141]
- Honorable mention –  WatchMojo[151]

'Top 10 (not ranked)'
- Dana Stevens, Slate[138]

메타크리틱에서 '기생충'은 10년 동안 가장 높은 점수를 받은 영화 중 7위를 차지했다. 2019년 12월 28일 기준 그것은 웹사이트에서 42번째로 높은 등급의 영화이다.

### 대한민국 내 반응
대한민국의 정치권에서는 《기생충》의 칸 영화제 황금종려상 수상 이후부터 여러 발언이 생겨났다. 기생충에 대해 홍준표 전 자유한국당 대표는 "파라사이트 같은 좌파 영화는 보지 않는다"라고 발언하는가 하면, 조국 사태 당시 나경원 자유한국당 원내대표 역시 《기생충》에 빗대 비판하기도 했다. 황금종려상 당시 자유한국당에서 논평을 내지 않은 것과 관련해 박근혜 정부의 문화예술계 블랙리스트가 반영된 것이 아니냐는 여론이 나오기도 했다.
더욱이, 본 작품의 TV 방영권이 CJ ENM에 독점 확보되어, 추석 연휴 대체 휴일인 2020년 10월 3일에, tvN 추석특선영화로 방영되어, 일가족 범죄를 조장하는 사회적 질서 유지에 위험적인 소재를 다룬 점에 착안하여, 해당 주무부처인 여성가족부 측에서 청소년 보호법상 청소년 유해 매체물로 고시한 바 있다.

## 수상 및 후보 목록

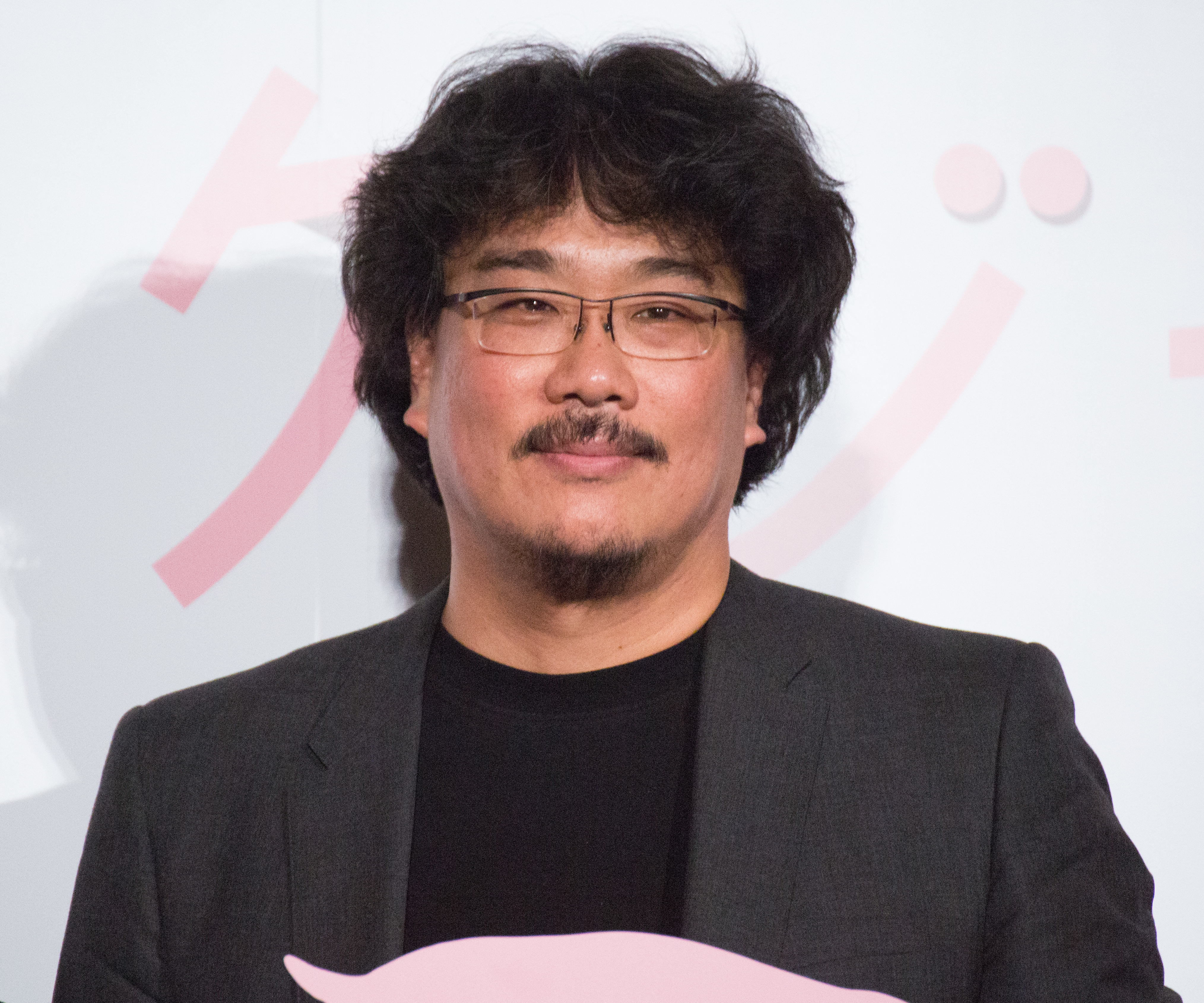
칸 영화제 황금종려상을 수상한 봉준호 감독.

'기생충'은 칸 영화제에서 황금종려상을 수상하였다. 2013년 《가장 따뜻한 색, 블루》 이래 만장일치로 수상한 최초의 한국 영화가 되었다. 골든 글로브상에서 최우수 감독상, 각본상, 외국어영화상 등 3개 부문에 후보로 선정되어 한국 영화 최초로 최우수 외국어영화상을 수상했다.
미국 아카데미상 국제장편영화 부문 한국영화 출품작으로 선정되었다.
'기생충'은 미국 배우 조합상(SAG)에서 비영어권 영화로는 《인생은 아름다워》(1997)에 이어 역대 두 번째로 앙상블 연기상에 후보 지명됐으며 최초로 수상했다. 영국 아카데미 영화상에서 최우수 작품상, 감독상, 각본상과 외국어 영화상의 4개 부문에 후보 지명되었고, 영국 아카데미 영화상에서 최우수 작품상 후보에 오른 것은 한국 최초이다.
또한 미국 아카데미상에서 최우수 작품상, 감독상, 각본상, 편집상, 미술상, 최우수 국제영화상 등 6개의 후보 지명되었으며, 한국 영화로서는 역대 최초로 선정되었다. 최우수 작품상, 최우수 국제영화상, 최우수 감독상과 최우수 각본상 등 4개의 상을 수상하는 쾌거를 이뤘다.

## 이후 계획

### 스핀오프 드라마
칸 영화제와 오스카 영화제를 동시에 석권한 영화 ‘기생충’의 차기작으로 중-장편 드라마 형태로 만드는 리메이크가 확정되었다. 차기 작품에는 마크 러팔로와 틸다 스윈턴이 주연이 된다는 소문과 유색인종 배역을 유지해야 한다는 것 등의 의견이 있다. 또한 봉준호의 차기작 영어 영화는 각각 영국과 미국에서 절반씩 촬영할 것이 예상된다고 분석되었다.
봉준호와 아담 맥케이가 영화를 기반으로 한 HBO TV 시리즈의 초기 개발 단계에 있다고 발표했다. 봉준호는 "기생충"이라는 제목의 이 시리즈가 "영화의 시퀀스 사이에서 일어나는" 이야기를 그릴 것이라고 밝혔다.

### 고양시의 촬영 세트
세트장에서 완벽하게 재현된 한국 반지하 집의 구조와 골목의 분위기 속에 폭우에 잠긴 기택네 집은 기존에 미 사용하던, 폐 정수장을 리모델링해 지어진 고양아쿠아특수촬영스튜디오에서 이루어졌다. 대형 수조는 가로 58ｍ, 세로 24ｍ, 높이 4ｍ의 크기로, 면적은 1천392m2에 부피가 5천568m3였으며, 공릉천 물 50t을 이용하여 촬영된 것이다. 아쿠아 특수 촬영장으로 업그레이드하는 비용으로 약 47억 원이 소요된 것이다. 고양시는 영화 기생충이 제작되었던 고양 아쿠아 특수촬영 스튜디오 세트를 지속 방문할 수 있도록 복원뿐 아니라, 향후 2026년까지 향후 6년 동안 1500억 원을 투자하여, 영화 체험 관광 시설과 추가 실내 스튜디오, 야외 세트 제작소, 남북 영상 콘텐츠 센터와 영상 연구 개발 기업체 등이 입주하도록 하는 고양 영상 문화 단지를 24만6746m2 부지에 조성할 것을 발표하였다.

## 참고
1. ↑  결혼이야기와 공동 선정
2. ↑  나이브스 아웃와 공동 선정.